# MELOGAPPA
MELOGAPPA（メロガッパ）は、日本の男性2人組の音楽ユニット、YouTuber。コンセプトは「音楽をいろいろな角度から楽しむ」。株式会社エドワードアンドカンパニーに所属している。

## メンバー
- もり[注 1]（1994年11月9日[4] - ）立ち位置は向かって左。赤髪[5]、肩幅[6]担当。宮城県仙台市出身[4]。血液型O型[6]。身長174cm、体重63kg[6]。本名：森 瞬太（もり しゅんた）[7]。宮城県名取北高等学校を経て[8]、東北学院大学経営学部卒業[要出典]。

過去にぜんりょくボーイズ（2021年解散）のダブルリーダーの1人としても活動していた。
- さくま（1989年6月23日[4] - ）立ち位置は向かって右。メガネ[5][注 2]、コーヒーを飲む係[9]担当。宮城県白石市出身[4]。血液型A型[9]。身長166cm、体重54kg[9]。本名：佐久間 徹（さくま とおる）[4]。宮城県白石高等学校を経て[10]、東北大学教育学部卒業。

過去にニホンジン（2020年解散）のメンバーとしても活動。

## 来歴
2019年3月にコンビ結成、4月にYouTubeチャンネルを開設し活動を開始した。コンビ名は「メロディ」と妖怪の「河童」からで、その狙いを「悪口に聞こえるものがいい」「音楽を神聖なものにしたくなかった」としている。二人の関係性は、もりはさくまのことを「兄」と慕い、さくまはもりのことを「神」と崇める。初めての投稿動画は米津玄師「Lemon」のカバー。程なくして、単にカバーするだけでなく、「合体シリーズ」等、現在の路線につながる動画も投稿を始める（後述）。
2019年8月には仙台・勾当台公園野外音楽堂で開催された「みちのく漢祭（おとこまつり）2019」に出演、生歌を披露している。
2020年2月に「ラスベガスでミュージックビデオを撮影したい!」とのプロジェクトを掲げクラウドファンディングを実施し、目標金額の5倍以上となる1,700万円余を集めた。コロナ禍のため渡航はいったん無期延期となったが、2022年7月にようやく渡航を果たした。
2020年10月1日に投稿した動画にて、全国6会場7公演（仙台、札幌、名古屋、大阪、福岡、東京）のZeppツアーを2022年春に開催すると発表し、この日からツアー初日（2022年4月9日）までの555日間をファンとともに盛り上げるとの意味を込めてツアーのタイトルを『ZEPP TOUR 555』とした。オリジナル曲を持たないアーティストがZEPP規模のツアーを開催するのは「極めて異例」であるが、新型コロナ対策のため入場者数を制限して売り出したチケットは一週間で完売した。追加チケットやオンラインチケットも販売し、2022年5月4日の東京公演をもってツアーを完了させた。ZEPP TOUR 555終了後に、2023年1月14日から2023年1月29日まで大阪・オリックス劇場及び東京・中野サンプラザにてホール公演『MELOGAPPA HALL CONCERT 4DAYS 280』を開催すると発表した。
2021年に開催される「サンドウィッチマンライブツアー2020〜21」では、オープニングとエンディング曲の作曲を担当した。
2023年1月14日と1月15日に予定されていた『MELOGAPPA HALL CONCERT 4DAYS 280』大阪・オリックス劇場での公演が、さくまの新型コロナウイルス感染症のため開催見合わせ、延期となった。なお、1月28日と1月29日の東京・中野サンプラザでの公演は予定通り開催され、開催延期となったオリックス劇場での公演は5月6日と5月7日に振替公演が行われることになった。

## 投稿動画
多くの動画では、前半が曲、後半が二人のフリートークという二部構成となっていて、現在は曲の編集をもりが、フリートークの編集をさくまが行っていることが多い。動画のアイデアは、初期はさくまが考え、それをもりが納得する形に落とし込む手法で作られいたが、最近ではもりがアイデアを出したり、スタッフをアイデアを出し合うという形の動画も増えた。
通常のカバー曲（「普通に歌います」「男が歌う」などのタイトルを付けることが多い）では、当代の流行曲のほか、アニメや映画の主題歌の割合も多い。選曲については「やっぱり、より多くの人が見たいと思ってくれている楽曲をカヴァーしたいという気持ちは根底にあるので、けっこうリサーチして選曲しているんですよ。もちろん僕らが好きな歌もやっています。だから、最近のヒット曲だけではなく少し昔のものも歌ったりしているんですよ。」としている。「メロガッパ節炸裂」と評される特徴的な動画には、主に以下のシリーズがある。
- 曲を合体シリーズ
活動の最初期から行われていて、2曲を合体させて普通の曲みたいに聞こえるようにするもの。再生回数も多いものとしては「白日」と「Lemon」を合体させたもの[24]、「夜に駆ける」と「紅蓮華」を合体させたものなど[25]。
- 合唱曲シリーズ
主に中学校、高等学校の授業や合唱コンクール等で歌われる曲は、活動の初期に意識して多く投稿された。中高生から「練習するから歌ってほしい」とのリクエストがあり投稿したところ「今まで届いていなかった層にも届いた感覚はありました」[1]として、チャンネル登録者数が伸びるきっかけとなったシリーズである[26]。再生回数の多い曲としては「あなたへ」「旅立ちの日に」「COSMOS」など。
- 短調にしたら絶望感がすごいシリーズ
長調の曲を短調に変えて歌う。「音楽の面白さを追求している。みんなで音楽を楽しみたいから」[2]との思いで始めたシリーズで、一番反響があったとされる「Pretender」は「もともとは切ない男の恋心を歌った曲。でも、短調になると「大丈夫?」っていう風に聞こえてしまう」[2]、「グッとリアクションがよい傾向に増えて」[26]。「100万回の「I love you」」でRakeと、「LIFE」でキマグレンのISEKIとのコラボレーションも行った。派生形として、曲の中の長調と短調をそれぞれ入れ替えて歌う（「残酷な天使のテーゼ」）ものもある。
- 長調にしたらすごく明るいシリーズ
こちらは逆に短調の曲を長調に変えて歌う。2020年12月に投稿した「うっせぇわ」は、「うっせぇわ」が大流行していた時期の投稿だったからかが2021年6月時点で最も再生回数の多い動画で、「今までの動画の視聴回数をすごい勢いで抜いていった」[1]「僕らが一皮むけた瞬間かなと思います」[12]。
- 2倍速、3倍速、0.5倍速シリーズ
これは、ヒット曲を倍速で歌う。「夜のピエロ」では、　さくま「Adoさんの夜のピエロを2倍速で歌わなきゃいけないときもあるんでしょうな!?」　もり「ないよ」など独特な冒頭ではじまる。「うっせぇわ」など、元からテンポが速い曲は、途中何を言っているのかがわからなくなったりする。基本、倍速をさくまが、0.5倍速を前半はもり、後半はさくまが歌う。
- 違う曲のカラオケで歌える説
「ある曲を全然違う曲のカラオケで歌えたらすごいですよね!!」との前振りで毎回始まり、実際にそれができるか、毎回2曲を取り上げて検証している。「ぜひ実際カラオケでチャレンジしてみてほしい」[23]。
- 一発撮り
「THE FIRST TAKE」のパロディー。風船を持って爆発しても歌い続けたり、低周波マッサージ機で電流を体に流しながら歌い続ける。
- 母音が｢あ｣の時だけ歌う
歌詞の母音が｢あ｣の時だけ歌う（例えばこの場合は あかさたなはまやらわ のみを歌う）。基本、母音が｢あ｣の所をさくま、それ以外をもりが歌う。一発録りに近い感じになっている。｢色々なことを分担した方がイイよね!!｣｢忙しい時はみんなで協力した方がイイよね!!｣といった冒頭で始まる。
- 反転シリーズ
メロディーを反転（音程の上行と下行を逆にする）させて歌う。2022年に入ってから連続して投稿されている。通常のメロディーやハモリを入れるなどしているものもある。
- CMソングのフレーズだけでオリジナル曲つくってみた シリーズ[27][28]
テレビで放送されているCMのフレーズを繋げ、ひとつの曲にしている。1番はフレーズをそのまま繋げ、2番は元のフレーズに響きが似た歌詞に変えて歌う。使用したフレーズの企業からTwitterで反応されるなどしている[29]。「耳に馴染んだフレーズから新しい曲を作り出すという渾身の作品です」[23]と自賛している。

## ディスコグラフィー

### アルバム
|     | 発売日        | タイトル               | 規格 | 収録曲 | 備考                                                                            |
| --- | ------------- | ---------------------- | ---- | --- | ------------------------------------------------------------------------------- |
| 1st | 2022年4月9日  | ZEEP TOUR 555 complete | CD   | 全6曲+スペシャルボーナストラック 1. 全国Zeppツアーまであと365日の歌 2. 全国Zeppツアーまであと222日の歌 3. 全国Zeppツアーまであと150日の歌 4. 全国Zeppツアーまであと100日の歌 5. 全国Zeppツアーまであと50日の歌 6. 全国Zeppツアーまであと10日の歌 7. Special track 〜全国Zeppツアーまでの555日間を振り返るトーク〜 | Zeppツアーの会場限定グッズとして販売された。                                    |
| 2nd | 2024年10月9日 | SARA                   | CD   | 全11曲 1. MONSTER BEAT LOVER 2. SISTER 3. サンドウィッチマンのメンバーの名前だけでオリジナル曲つくってみた 4. 鍵 5. アカラサマナワナ 6. えんもたけなわ 7. ゆらゆら 8. それでもありがとう 9. FOOJING × RIZING 10. YEAH 11. じゃあ元気でな                                                                          | 2023年12月から2024年1月にかけて開催されたクラウドファンディングで制作されたCD。 |

## タイアップ
| 楽曲                                                             | タイアップ                                                                     | 収録作品 |
| ---------------------------------------------------------------- | ------------------------------------------------------------------------------ | -------- |
| サンドウィッチマンのメンバーの名前だけでオリジナル曲つくってみた | ニッポン放送『サンドウィッチマン ザ・ラジオショー サタデー』エンディングテーマ |          |

## 出演
テレビ
- THEカラオケ★バトル（2021年4月25日、テレビ東京系）[30] - さくまのみ
- サンドのぼんやり〜ぬTV（2021年6月5日、東北放送）[31]

## 受賞歴
- 第4回東京国際合唱コンクール映像作品部門 銀賞（2022年）[32]